# Спадковий реєстр
Спадко́вий реє́стр — електронна база даних, яка містить відомості про заповіти, спадкові договори, спадкові справи та видані свідоцтва про право на спадщину.